# Aalholm Sogn
Aalholm Sogn er et sogn i Valby-Vanløse Provsti (Københavns Stift). Sognet ligger i Københavns Kommune; indtil Kommunalreformen i 1970 lå det i Sokkelund Herred (Københavns Amt). I Aalholm Sogn ligger Aalholm Kirke.
I Aalholm Sogn findes flg. autoriserede stednavne: